# Nguyễn Đức Thắng (cầu thủ bóng đá, sinh 1976)
Nguyễn Đức Thắng (sinh ngày 28 tháng 5 năm 1976) là huấn luyện viên và cựu cầu thủ bóng đá, trước đây thi đấu ở vị trí hậu vệ cho đội Thể Công và đội tuyển Quốc gia Việt Nam. Ông từng là huấn luyện viên trưởng của câu lạc bộ Thể Công - Viettel tại V.League 1.

## Sự nghiệp thi đấu

### Sự nghiệp câu lạc bộ
Nguyễn Đức Thắng khoác áo đội Thể Công từ đầu sự nghiệp bóng đá của mình khi mới 19 tuổi. Cùng với đội Thể Công, ông là một trong những hậu vệ trái xuất sắc của bóng đá Việt Nam nửa cuối thập niên 90. Năm 2005, do chấn thương nên ông phải giã từ sự nghiệp ở tuổi 29.

### Sự nghiệp thi đấu quốc tế
Nguyễn Đức Thắng lần đầu tiên được gọi tập trung đội tuyển Quốc gia vào năm 1997 để tham gia SEA Games 19 tại Indonesia và cùng đội tuyển tham dự các giải đấu lớn. Giải đấu lớn cuối cùng mà Đức Thắng khoác áo đội tuyển Quốc gia là Tiger Cup 2004.

## Sự nghiệp huấn luyện

### CLB Sài Gòn
Tháng 9 năm 2014, sau khi kết thúc mùa bóng V.League 2 - 2014 và chỉ đứng thứ 4 chung cuộc nên không giành được suất đá play-off để lên hạng, CLB Hà Nội (tiền thân của CLB Sài Gòn) đã bổ nhiệm Nguyễn Đức Thắng là huấn luyện viên trưởng. Ngay mùa bóng đầu tiên dẫn dắt, Đức Thắng đã đưa đội bóng vô địch V.League 2 - 2015 để lên chơi tại V.League 1.
Thành tích của CLB Sài Gòn tại V.League 1 dưới dự dẫn dắt của Đức Thắng được cải thiện qua từng năm. Mùa bóng đầu tiên tại V.League 1 - 2016, mặc dù là tân binh của giải đấu nhưng CLB Sài Gòn đứng thứ 7/14 chung cuộc với 36 điểm. Đến mùa bóng 2017, CLB Sài Gòn đứng thứ 5/14 chung cuộc với 43 điểm, bằng điểm và có hiệu số bàn thắng/bại cao hơn đội đứng thứ 4 là Than Quảng Ninh nhưng phải xếp dưới do kém kết quả đối đầu trực tiếp.
Kết thúc mùa giải 2017, Đức Thắng cũng hết hợp đồng với CLB Sài Gòn, nhưng chưa vội ký vào bản hợp đồng mới dù vẫn tiếp tục đảm trách công tác huấn luyện chuyên môn. Sau khi đội bóng thay đổi Chủ tịch từ ông Nguyễn Giang Đông sang ông Trần Tiến Đại, Đức Thắng cũng chính thức chia tay đội bóng.
Dưới sự dẫn dắt của Đức Thắng, CLB Sài Gòn có lối chơi nhỏ, nhuyễn và rất sắc sảo trong chiến thuật phòng ngự phản công, được đánh giá là thuộc loại hàng đầu của V.League cho dù lực lượng không phải quá xuất sắc.

### CLB Thanh Hóa
Đức Thắng được bổ nhiệm là huấn luyện viên trưởng của FLC Thanh Hóa sau khi kết thúc vòng đấu thứ năm của V.League 1 - 2018. Từ vòng đấu thứ 6 đến hết lượt đi V-League 2018, Thanh Hóa thắng 3, hòa 3 và thua 2 trận, tạm xếp vị trí thứ 8 trên bảng xếp hạng. Tuy nhiên, Thanh Hóa đã thi đấu bùng nổ ở lượt về, thắng tới 9 trận, hòa 3 và chỉ để thua 1 trận trước nhà vô địch Hà Nội FC, giành ngôi á quân. Trong khi đó, ở Cúp quốc gia, Thanh Hóa cũng đã vào tới chung kết và để thua Becamex Bình Dương 1-3.

### CLB Topenland Bình Định
Nguyễn Đức Thắng được bổ nhiệm làm HLV trưởng câu lạc bộ TopenLand Bình Định ở giải hạng Nhất Quốc gia 2019. Ông giúp đội bóng giành chức vô địch mùa giải 2020 và đưa đội quay trở lại với V.League 1 sau hơn 7 năm vắng bóng. Ông làm HLV trưởng của TopenLand Bình Định tới hết mùa giải 2023.

### CLB Thể Công - Viettel
Ngày 4 tháng 1 năm 2024, các trang tin tức đồng loạt đưa tin về việc HLV Nguyễn Đức Thắng sẽ trở lại mái nhà xưa, nơi ông làm nên tên tuổi thời còn thi đấu - CLB Thể Công – Viettel để làm HLV trưởng thay cho HLV tạm quyền Thomas Dooley.

## Danh hiệu

### Cầu thủ
Thể Công
- Giải bóng đá vô địch quốc gia: 1998
- Siêu Cúp Quốc gia: 1999

### Huấn luyện viên
CLB Sài Gòn
- V.League 2: 2015